# Президентские выборы в Того (2003)
Президентские выборы в Того состоялись 1 июня 2003 года. В результате президент Гнассингбе Эйадема, находившийся у власти с 1967 года, был вновь переизбран, получив 57,8 % голосов. Оппозиционный Союз сил за перемены обнародовал собственные данные и заявил, что её кандидат Эммануэль Боб-Акитани получил 71 % голосов, а Эйадема — лишь 10 %.

## Результаты
| Кандидат                                                                | Партия                                        | Голоса    | %    |
| ----------------------------------------------------------------------- | --------------------------------------------- | --------- | ---- |
| Гнассингбе Эйадема                                                      | Объединение тоголезского народа               | 1 345 159 | 57,8 |
| Эммануэль Боб-Акитани                                                   | Союз сил за перемены                          | 784 102   | 33,7 |
| Явови Агбоийбо                                                          | Комитет действия за обновление                | 119 372   | 5,1  |
| Дауку Пере                                                              | Социалистический пакт за обновление           | 51 304    | 2,2  |
| Эден Коджо                                                              | Панафриканская патриотическая конвергенция    | 22 482    | 1,0  |
| Николя Лоусон                                                           | Независимый                                   | 4847      | 0,2  |
| Леопольд Гнининви                                                       | Демократическая конвенция африканских народов | 409       | 0,0  |
| Недействительных/пустых бюллетеней                                      | Недействительных/пустых бюллетеней            |           | -    |
| Всего                                                                   | Всего                                         | 2 327 735 | 100  |
| Зарегистрированных избирателей/Явка                                     | Зарегистрированных избирателей/Явка           | 3 223 353 |      |
| Источник: Adam Carr Архивная копия от 17 ноября 2020 на Wayback Machine |                                               |           |      |